# ریک بوچر
فردریک کارلایل بوچر (‎/ˈbaʊtʃər/‎؛ زادهٔ ۱ اوت ۱۹۴۶) یک سیاستمدار آمریکایی است که از سال ۱۹۸۳ تا ۲۰۱۱ نماینده ایالات متحده برای حوزه انتخابیه نهم ویرجینیا  بود. او یکی از اعضای حزب دمکرات است. او در انتخابات سال ۲۰۱۰ در رقابت‌های انتخاباتی خود برای پانزدهمین دوره ریاست جمهوری توسط مورگان گریفیث جمهوری‌خواه شکست خورد.
بوچر بومی ابینگدون، ویرجینیا است، جایی که در حال حاضر در آنجا زندگی می‌کند. او مدرک لیسانس خود را از کالج روانوک به دست آورد و در آنجا عضو انجمن برادری کاپا آلفا بود.
او مدرک جی‌دی خود را از دانشکده حقوق دانشگاه ویرجینیا دریافت کرد. او ابتدا به عنوان یکی از همکاران میلبانک توید در دفتر این شرکت در شهر نیویورک و سپس در ویرجینیا در وال استریت وکالت کرده است. قبل از انتخاب به کنگره، او به مدت هفت سال به عنوان عضوی از سنای ویرجینیا خدمت کرد. او عضو سابق کمیته قانون و عدالت کنفرانس ملی قانونگذاران ایالتی، هیئت مدیره اولین بانک ویرجینیا دمشق، ویرجینیا، و هیئت مدیره خدمات حقوقی مرکز مشتری در جنوب غربی ویرجینیا است. او همچنین قبلاً در هیئت مشاوران شرکت ویرجینیا کرز خدمت می‌کرد